# نانا إيكفتيميشفيلي
نانا إكفتيميشفيلي (ولدت في 9 يوليو 1978 في تبليسي، جورجيا ) هي كاتبة ومخرجة جورجية. قدمت القليل من الأفلام، وشكلت ثنائي مع سيمون غروس.

## حياتها

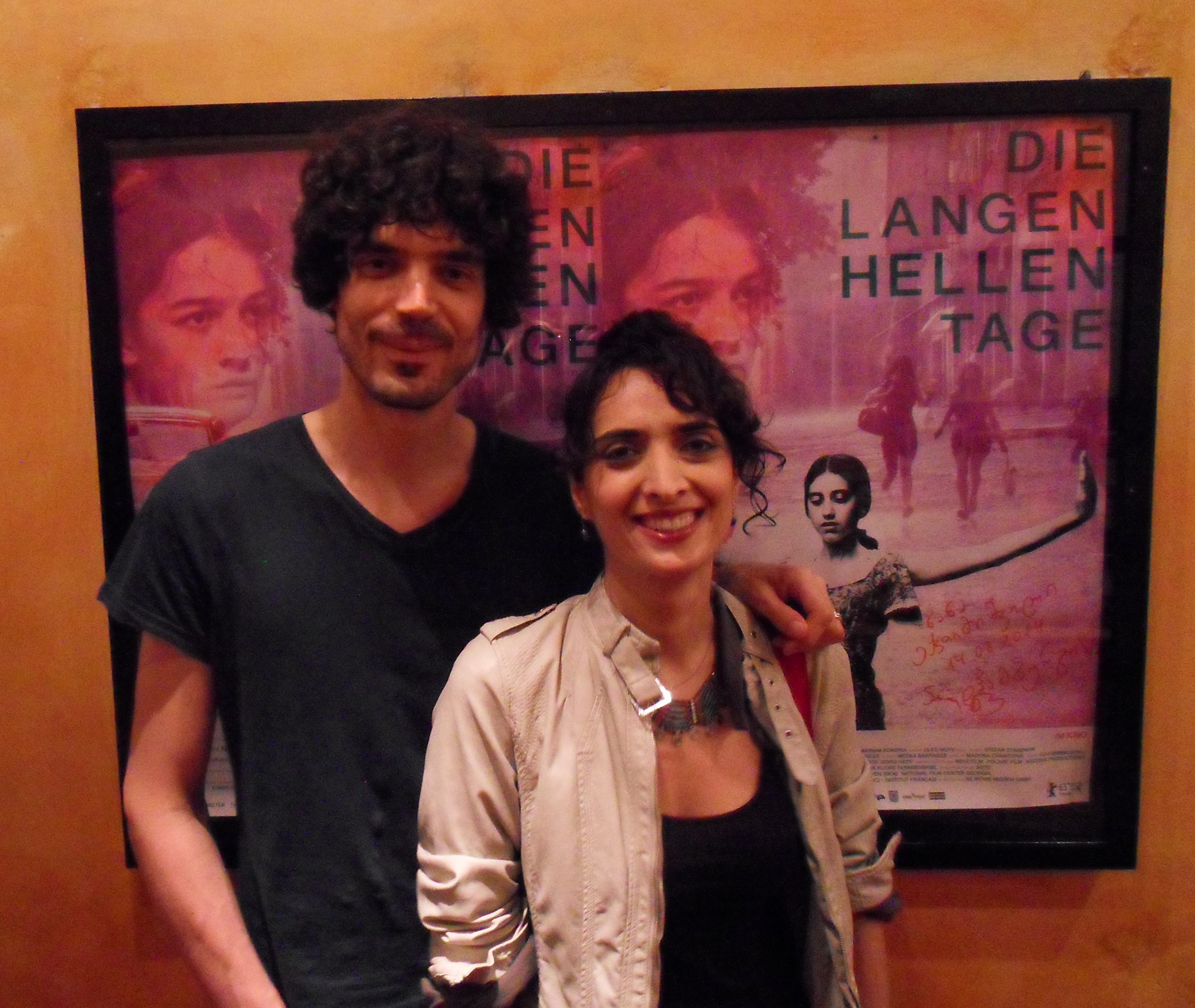
نانا إيكفتيميشفيلي وسيمون غروس بعد عرض فيلم "The Long Bright Days" في سينما أباتون في هامبورغ في 14 أغسطس 2014.

درست نانا إيكفتيميشفيلي الفلسفة في جامعة إيفان جافاخيشفيلي الحكومية في تبليسي . درست كتابة السيناريو والدراما في أكاديمية السينما والتلفزيون (HFF) في بوتسدام بابلسبيرغ . نُشرت قصصها لأول مرة في عام 1999 في المجلة الأدبية الجورجية أريلي في جورجيا.
بعد كتابة النثر والسيناريوهات، أخرجت في عام 2011 الفيلم القصيرفي إنتظار أمي . في عام 2012 ، أكملت مع سيمون جروس فيلمها الطويل الأول منور - مزهر .
عرض فيلم منور - مزهر لأول مرة في الدورة 63 لمهرجان برلين السينمائي الدولي في عام 2013 وفاز بجائزة الاتحاد الدولي للسينما الفنية - جائزة CICAE. كما فاز بالعديد من الجوائز في مهرجانات سينمائية دولية أخرى، بما في ذلك في هونغ كونغ وطوكيو وباريس ولوس أنجلوس وسراييفو، وحصل على جائزة الأوسكار لعام 2014 لجائزة الأوسكار لأفضل فيلم بلغة أجنبية من جورجيا.
في عام 2013 ، تم اختيار نانا إيكفتيميشفيلي بجانب سيمون غروس بين المخرجين الأوروبيين العشرة الواعدين لمشاهدتهم في مهرجان كارلوفي فاري السينمائي الثامن والأربعين.
في مهرجان برلين السينمائي الدولي في عام 2013 ، تمت الإشارة إلى منور - مزهر على أنه ميلاد الموجة الجورجية الجديدة. في هونغ كونغ، أطلق على الفيلم اسم ربيع السينما الجورجية. وصف الاتحاد الدولي لنقاد السينما (FIPRESCI) الفيلم بأنه علامة على ولادة جديدة للفيلم الجورجي.
في عام 2015 ، نشرت روايتها الأولى «حقل الكمثرى» .
في عام 2017 أخرجت فيلم عائلتي السعيدة والذي يعد أبضاً نقلة أخرى لسينما الجورجية .

## وصلات خارجية
- نانا إيكفتيميشفيلي على موقع IMDb (الإنجليزية)
- نانا إيكفتيميشفيلي على موقع قاعدة بيانات الأفلام العربية
- نانا إيكفتيميشفيلي على موقع ألو سيني (الفرنسية)
- نانا إيكفتيميشفيلي على موقع أول موفي (الإنجليزية)
- نانا إيكفتيميشفيلي على موقع قاعدة بيانات الفيلم (الإنجليزية)
- نانا إيكفتيميشفيلي على موقع كينوبويسك (الروسية)